# Легчищево
Легчищево — деревня (ранее село) в Чеховском районе Московской области, в составе муниципального образования сельское поселение Баранцевское (до 29 ноября 2006 года входила в состав Баранцевского сельского округа).

## Население
| 2002 | 2006 | 2010 |
| ---- | ---- | ---- |
| 6    | ↘4   | →4   |

## География
Легчищево расположено примерно в 20 км (по шоссе) на юго-восток от Чехова, на реке Родинка (правый приток реки Лопасни), высота центра деревни над уровнем моря — 165,6 м. На 2016 год в Легчищево зарегистрировано 2 улицы — Солнечная и Спасская и 2 садовых товарищества.

Традиционные русские деревянные дома в деревне Легчищево
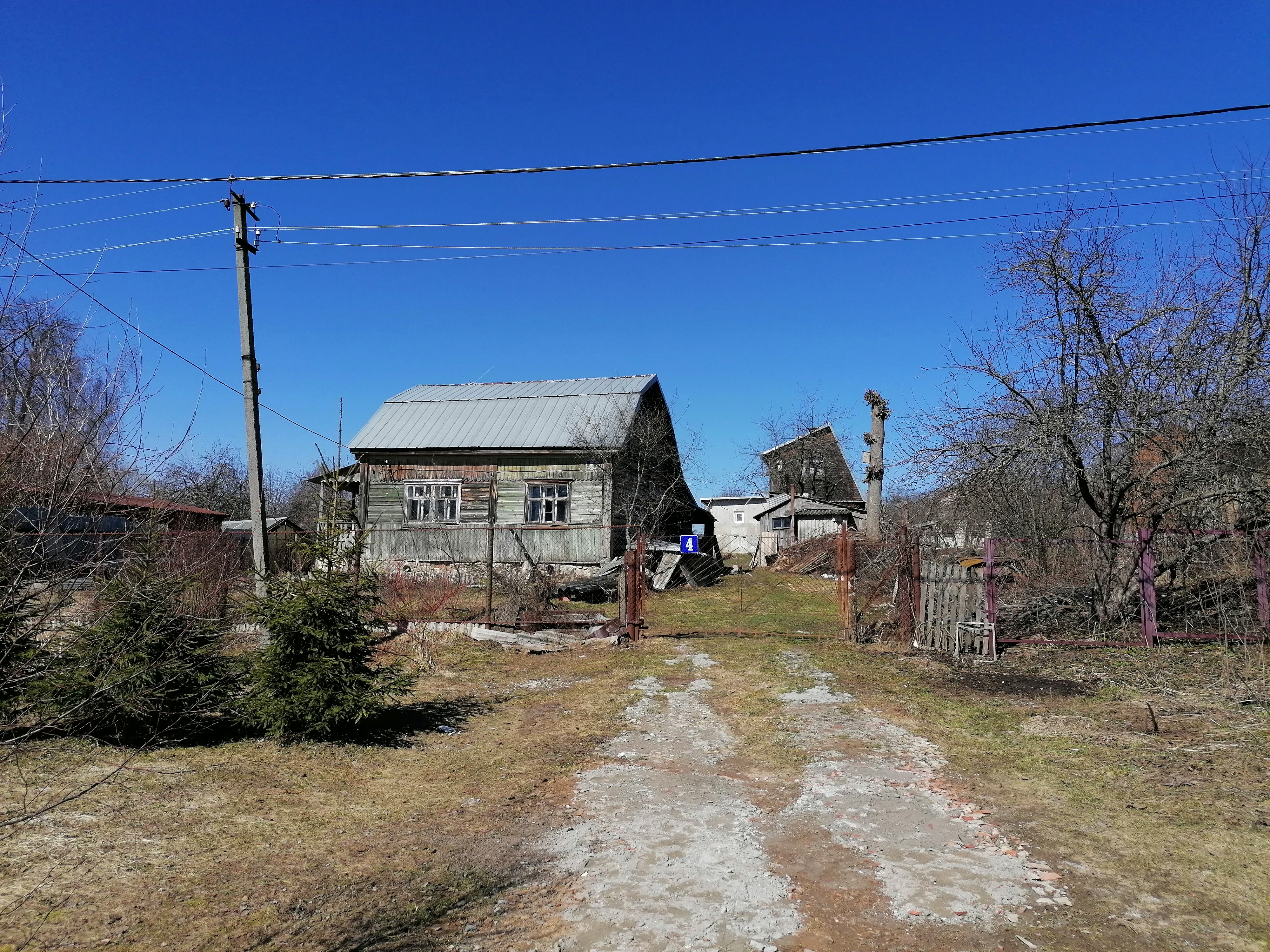
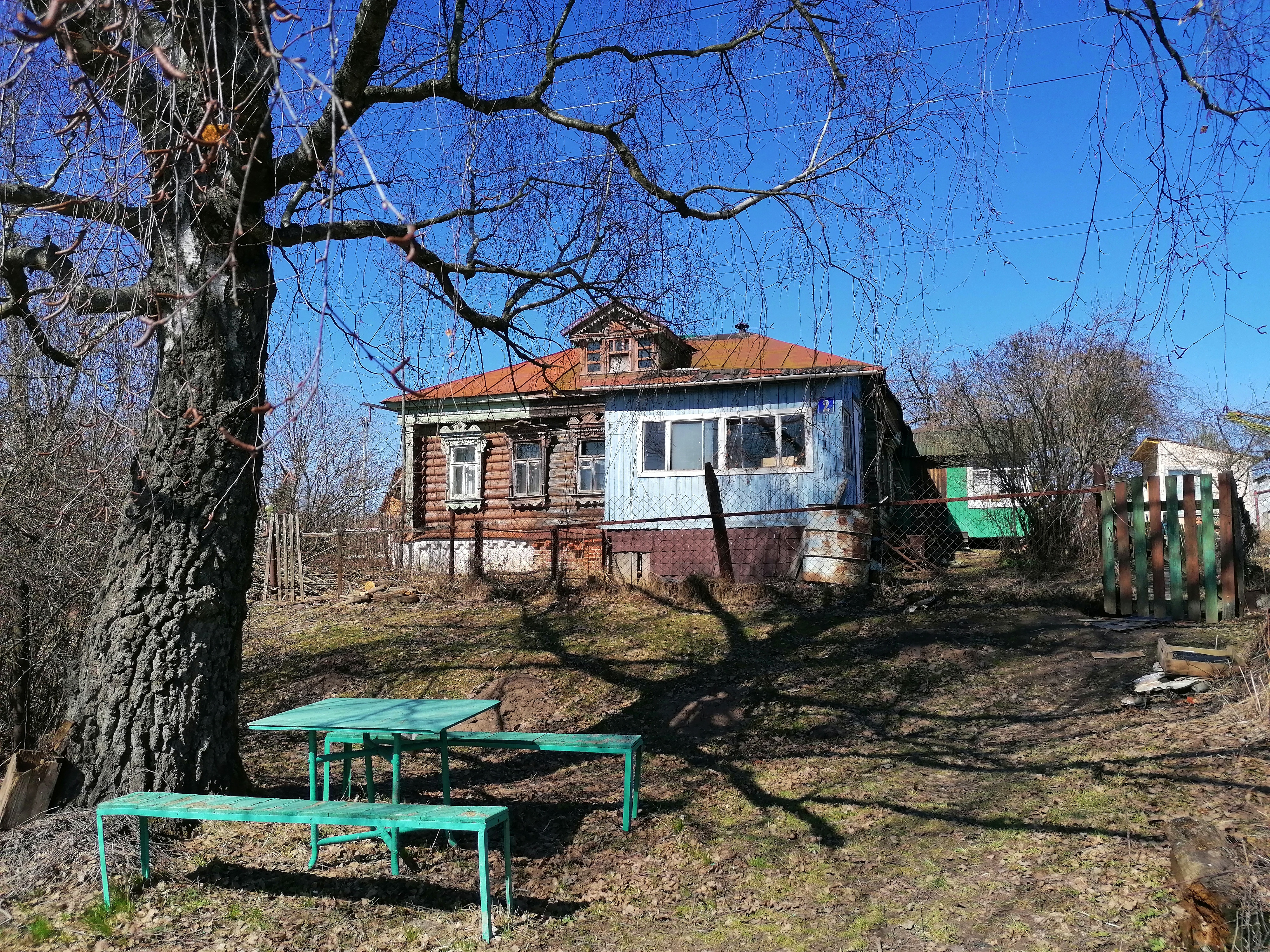